# Auf dem Weg zur Schule
Auf dem Weg zur Schule (Originaltitel: Sur le chemin de l’école) ist ein 77-minütiger Dokumentarfilm von Pascal Plisson aus dem Jahr 2013, der am 5. Dezember 2013 in die deutschen Kinos kam.

## Inhalt
Der Film erzählt von dem beschwerlichen und gefährlichen Schulweg mehrerer Kinder aus verschiedenen Ländern der Erde.
Der 11-jährige Jackson aus Kenia macht sich zusammen mit seiner kleinen Schwester auf den 15 Kilometer langen Weg durch die Savanne Kenias. Für diese Strecke benötigt er zwei Stunden; muss einen Kanister Trinkwasser mitschleppen, auf seine Schwester aufpassen und Elefantenherden ausweichen. Beide Kinder sind zu Fuß und im Laufschritt unterwegs. Der Schulweg führt die Kinder über die offene Landschaft; es gibt keine Wege oder Straßen, nicht einmal Trampelpfade. Die Lebensbedingungen in ihrem Dorf sind sehr einfach; es gibt kein sauberes Trinkwasser, nur Grundwasser zum Trinken und zum Waschen der Kleidung; der Getreidebrei wird über dem offenen Feuer gekocht. Alle Familienmitglieder leben in einer Lehmhütte. Auch die Kinder müssen bei der Arbeit der Erwachsenen mithelfen. Keines der Kinder besitzt Schulhefte, Stifte oder Schreibpapier – all das gibt es nur im ärmlich ausgestatteten Schulgebäude, das aus einem mit Wellblech gedecktem Steingebäude besteht.
Zahira, 12, kommt aus Marokko und muss auf ihrem Schulweg, zusammen mit anderen Schülerinnen, das Atlasgebirge überqueren. Weil sich eine der Schülerinnen den Fuß verstaucht hat, sind die Mädchen gezwungen, einen Transporter anzuhalten, der sie – eingequetscht zwischen Tieren – glücklicherweise mitnimmt. Zahira hat ein lebendes Huhn dabei, das sie unterwegs auf dem Markt für eine Tüte Trockenfrüchte eintauscht. Für den 22 Kilometer langen Schulweg benötigen die Mädchen vier Stunden. Anders als ihre Großmutter ist Zahira in der glücklichen Lage, überhaupt Schulbildung zu erhalten, Stifte und Schulhefte zu besitzen und ihre Hausaufgaben erledigen zu können. Sie alle leben in einem Steinhaus in einer Ortschaft im Atlasgebirge. Zahira und ihre Klassenkameraden haben – anders als Jackson in Kenia – immerhin die Möglichkeit, befestigte Wege und Straßen nutzen zu können.
Samuel, 13, Jahre alt, stammt aus Bengalen in Indien. Die Geschwister müssen ihn in einem rostigen Rollstuhl über sandige, unbefestigte Wege, über Hügel und durch einen Bachlauf vier Kilometer lang zur Schule schieben, wofür sie eine Stunde brauchen. Zwischendurch löst sich der Reifen des Rollstuhls von der Felge und muss in einer Werkstatt repariert werden. Aus dem Film wird nicht ersichtlich, an welcher Krankheit Samuel leidet.
Carlito, 11 Jahre alt, kommt aus Patagonien in Argentinien. Er stammt aus einer privilegierten Familie; er und seine jüngere Schwester reiten auf dem Pferd den 18 Kilometer langen Weg zur Schule, wofür sie 1,5 Stunden brauchen. Der Weg über das Gebirge ist teilweise abschüssig und gefährlich für das Pferd.
Am Ende des Films erreichen alle Kinder wohlbehalten die Schule. Jackson hisst die kenianische Fahne, wozu die übrigen Schüler die Nationalhymne singen. Auch Zahira kommt wohlbehalten in der Schule an. Samuel wird von seinen Mitschülern aus dem Rollstuhl gehievt und in den Klassenraum getragen.

## Kritiken
„Der französische Regisseur Pascal Plisson lässt in seiner Dokumentation hauptsächlich Bilder sprechen. Zwar kommen seine jungen Protagonisten zu Wort, ihre Sätze wirken jedoch durch die glatte Übersetzung oft gestellt. Zu makellos ist die Synchronisation, wenn die Kinder von den Gefahren ihres Schulweges erzählen. Dennoch: Dass Plisson im Genre Dokumentarfilm zu Hause ist, zeigt er mit gelungenen, atmosphärischen Landschaftsaufnahmen. Ein etwas anderer Blick auf die Beschwerlichkeiten des Schulbankdrückens.“